# Scarred for Life
Albums de Rose Tattoo
Assault & Battery
(1981) Southern Stars
(1984)
Singles
1. We Can't Be Beaten
Sortie : octobre 1982
2. Branded
Sortie : 1983
3. It's Gonna Work Itself Out
Sortie : 1983

Scarred For Life est le 3e album du groupe de rock australien Rose Tattoo. Il est sorti en novembre 1982 sur le label Epic Records pour la France et a été produit par Harry Vanda et George Young
Comme ses prédécesseurs, cet album a été enregistré à Sydney dans les studios Albert et produit par le duo Harry Vanda et George Young.
Changement notable sur cet album, Rob Riley remplace Mick Cocks à la guitare.

## Liste des titres
1. Scarred For Life (Angry Anderson / Rob Riley / Dallas Royall) - 2:45
2. We Can’t Be Beaten (Anderson / Riley) - 3:05
3. Juice On The Loose (Anderson / Peter Wells) - 3:55
4. Who’s Got The Cash? (Anderson / Wells) - 3:50
5. Branded (Anderson / Riley) - 6:30
6. Texas (Anderson / Wells) - 3:07
7. It’s Gonna Work Itself Out (Anderson / Riley) - 3:55
8. Sydney (Anderson / Wells) - 3:30
9. Dead Set (Anderson / Geordie Leach) - 3:10
10. Revenge (anderson / Wells) - 3:30

## Musiciens
- Angry Anderson: chant
- Peter Wells: guitare slide, chœurs
- Rob Riley: guitare rythmique et solo
- Geordie Leach: basse
- Dallas "Digger" Royall: batterie, percussions

## Chart
| Pays      | Durée du classement | Meilleur classement | Date             |
| --------- | ------------------- | ------------------- | ---------------- |
| Australie | 6 semaines          | 11e                 | 29 novembre 1982 |

## Référence
1. ↑  (en) « Albums chart, Australie (AMR) », sur Hitsoffalldecades.com (consulté le 3 avril 2023).